# Sí, sí
Sí, sí es el título de una canción de la banda de rock española Los Ronaldos, publicada en 1987.

## Descripción
Tema publicado en el primer LP de la banda, titulado Los Ronaldos, como el propio nombre del grupo y publicado en 1987. Desde su lanzamiento, se convirtió en uno de los grandes éxitos del año en España.
En la letra, el narrador insta a una mujer a que acceda a tener relaciones sexuales. Precisamente, ese contenido y muy en especial el estribillo (tendría que besarte, desnudarte, pegarte y luego violarte) ha dado a lugar a, pese al éxito inicial del tema en la década de 1980, y por la propia evolución de la sociedad española en las siguientes décadas y la cada vez mayor conciencia colectiva sobre la violencia machista, la canción haya sido ampliamente denostada e incluida en muy buena parte de los listados de expresiones artísticas que exaltan el maltrato contra las mujeres.
De hecho, pocos meses después de su publicación, en febrero de 1988, las asambleas de mujeres de Vizcaya, Álava y Guipúzcoa y la Coordinadora Feminista de Navarra anunciaron la presentación de una denuncia contra Los Ronaldos por incitación a la violación.

## En la cultura popular
La canción es mencionada en la novela Historias del Kronen (1994), de José Ángel Mañas.